# Asso (película)
Asso (o El As) es una película italiana de 1981 dirigida por Franco Castellano y Giuseppe Moccia y protagonizada por Adriano Celentano y Edwige Fenech.

## Sinopsis
Asso (Adriano Celentano) es un conocido jugador de póker que recientemente se ha casado con Silvia (Edwige Fenech) y ha prometido no volver a jugar, pero poco dura la promesa, ya que es avisado de una gran partida de póker a la que acude con permiso de su mujer. Como siempre, gana, pero de camino a casa con una gran fortuna se encuentra con un sicario que muy a su pesar, le da muerte a Asso.
Pero Asso no abandona este mundo, sino que se convierte en fantasma y solo Silvia puede verlo. Su objetivo es conseguir que su viuda se vuelva a casar con un hombre rico para que disfrute de todos los placeres de la vida.